# Xã Beech Creek, Quận Greene, Indiana
Xã Beech Creek (tiếng Anh: Beech Creek Township) là một xã thuộc quận Greene, tiểu bang Indiana, Hoa Kỳ. Năm 2010, dân số của xã này là 2.595 người.